# Бия де Медичи
Вижте пояснителната страница за други личности с името Бианка.
Биàнка де Мèдичи, наречена Бѝя (на италиански: Bianca de' Medici, detta Bia; * ок. 1536, Флоренция, Велико херцогство Тоскана; † 1 март 1542, пак там) е принцеса от Велико херцогство Тоскана, дъщеря на Козимо I де Медичи. Изобразена е на един от най-известните портрети на Аньоло Брондзино.
Обичана от Козимо I, който винаги я води със себе си, тя е обект на един от най-известните портрети на любимия художник на Великия херцог, който я изобразява седнала в кресло и в разкошна рокля и със скъпоценни камъни, които свидетелстват за нейния много висок социален статус. Сред портретите на децата на Козимо I, рисувани от Брондзино (Франческо, Джовани, Мария и Гарция), това е най-известният и най-обичан от публиката.

## Произход
Бия е извънбрачна дъщеря на Козимо I де Медичи (1519 – 1574), първият велик херцог на Тоскана (1537 – 1574), и на неизвестна жена преди брака му с Елеонора ди Толедо. Има седем полубратя и четири полусестри от брака на баща ѝ с Елеонора, една полусестра от втория му брак, както и един полубрат и една полусестра от негова извънбрачна връзка.
Козимо I вероятно не е бил на повече от шестнадесет години, когато Бия се ражда. Според „Трагедиите на Медичите“ на Еджкъмбе Стейли някои истории разказват, че майката на момичето е селянка от Требио, където Медичите са построили една от първите си вили, докато други казват, че е благородничка от Флоренция. Само Козимо I и бабата на момичето по бащина линия Мария Салвиати знаят самоличността на майката, но Салвиати отказва да я разкрие, въпреки че признава, че Бия е дъщеря на Козимо.

## Биография
Пълното име, дадено на момичето при раждането, изглежда като Бианка, но умалителната форма Бия се използва много по-често. Тя е родена преди Козимо I да се възкачи на трона, вероятно по време на неговото юношество във Вила ди Кастело, и е първородното дете на бъдещия велик херцог. Животът ѝ е обгърнат от ореол на мистерия поради оскъдните новини за истинския ѝ произход. Джорджо Вазари в „Животописания на най-известните живописци, ваятели и архитекти“, в главата за художника Аньоло Брондзино, пише, че той също е изписал „малкото момиче Бия и извънбрачна дъщеря на Великия херцог“. 
Еджкъмбе Стейли пише, че новата съпруга на баща ѝ, Елеонора ди Толедо, отказва да толерира присъствието на Бия в двореца след брака им, така че Козимо я праща във Вила ди Кастело, главната резиденция на баба ѝ по бащина линия, на север от Флоренция. Въпреки това други по-надеждни източници казват, че нейната мащеха „я е възпитавала с много любов.“ Нейната баба ръководи детските ясли за всички деца на Козимо I. Всички те, не само незаконната дъщеря на Козимо, прекарват по-голямата част от живота си време във Вила ди Кастело и са отгледани от гувернантки и с минимален ежедневен контакт с родителите си, въпреки че Козимо и Елеонора слушат доклади за техния напредък и дават насоки за тяхното образование, условия на живот и облекло. Бия споделя детската си стая с Джулия де Медичи, извънбрачната дъщеря на Алесандро де Медичи, херцог на Флоренция, която е близка до нея по възраст. Тя израства като енергично, любящо момиченце, което забавлява баба си и гувернантките с нейните лудории. Бащата на Бия обожава първородното си дете, а баба ѝ Мария Салвиати, казва, че момиченцето „бе утехата в нашия двор, тъй като бе толкова нежно.“
Бия и братовчедка ѝ Джулия се заразяват с бързо протичаща треска през февруари 1542 г., от която Джулия се възстановява, а 5-годишната Бия – не. Козимо I получава почти всеки ден доклади за влошаващото ѝ се състояние от майка си Мария Салвиати. 6-годишното момиченце вехне все повече и повече между 25 и 28 февруари и най-накрая умира на 1 март 1542 г. Бия е погребана в семейната крипта на Медичите в базиликата „Сан Лоренцо“ във Флоренция.
Когато нейната законна полусестра Изабела се ражда шест месеца след смъртта ѝ, баща ѝ се радва, че има още една дъщеря. Съвременници, които обикновено биха го утешавали за неуспеха на съпругата му да го дари с втори син, вместо това го поздравяват за раждането ѝ, знаейки колко е скърбял за загубата на Бия. „(Аз) ви поздравявам за красивото момиченце, което Бог ви е дал като отплата за това, което е взел, за да се присъедини към него в Рая“, пише Паоло Джовио след раждането на Изабела. Сравнението на портретите на Бия и Изабела разкрива, че ако е живяла в ранна детска възраст, Бия вероятно би приличала много на полусестра си, която е споделяла червеникаво-руса коса, кафяви очи и изящни черти.

## Портрет
След смъртта ѝ много историци на изкуството смятат, че баща ѝ е поръчал посмъртна нейна картина на Аньоло Брондзино, която смятат за една от най-добрите му творби. Работата е 64 см на 48 см и е рисувана с темпера върху дърво. В известната картина, която е изложена в Галерия „Уфици“ във Флоренция, Бия носи медальон с профила на баща си върху него, подчертавайки връзката ѝ с него.
Брондзино показва детето в полуръст и седнало на стол, подобно на позата в неговия „Портрет на Лукреция Панчатики“ – твърда официална поза, компенсирана от някои намеци за движение на ръцете, сякаш героинята се кани да стане, заедно с интензивен но безчувствен поглед право към зрителя. Лицето е осветено и подчертано от синия фон, докато студената светлина и липсата на какъвто и да е силен светлинен ефект подчертава гладкостта на тена на обекта и идеализира нейните черти. Тенът ѝ е бледобял, защото Брондзино рисува портрета, използвайки нейната посмъртна маска като модел. Масовото използване на син лапис лазули прави малкия панел още по-ценен и подчертава блестящия тен на момичето, на чието лице е изрисувана лека усмивка.
Косата на Бия е разделена на път в средата на челото и падаща коса, с две внимателно вързани плитки, рамкиращи лицето. Тя носи перлени обеци, златна верижка с висулка или медальон с профила на баща си, подчертавайки връзката ѝ с баща си. Тя носи и разкошна рокля от син сатен с издути ръкави, произведена във фабриките за коприна, които Козимо създава във Флоренция по това време. С дясната си ръка тя си играе с края или пискюла на златна верижка или колан около кръста си.
Това не е официален държавен портрет, но виси в личните покои на семейството като напомняне за мъртвото дете и вдъхновение и водач по пътя към спасението. Както твърди историкът на изкуството Габриел Лангдън, Брондзино е нарисувал детето с ефект на ореол в „светлоизлъчващ бял сатен и перли“ като метафора както за името ѝ „Бианка“, което означава „бяла“, така и за нейната детска невинност. „Подобно на (петрарковата) „Лора“, посмъртната Бия е вълнуваща еманация от Небесата, която дарява пречистваща благодат на наблюдателя“, пише Лангдън в колекцията от 2004 г. „Културният свят на Елеонора ди Толедо“.

### Влияние на портрета
Картината продължава да вдъхновява съвременните художници. Скулптурата на американския скулптор Джоузеф Корнъл от 1948 г. „Принцесата Медичи“ включва портрета на момичето от Брондзино. Скулптурата, една от сериите, изобразяващи членове на семейство Медичи, показва емайлирана репродукция на портрета на Брондзино в тъмна дървена кутия, зад замъглено, наситено синьо стъкло. От двете страни на основния портрет има по-малки винетни репродукции на същия портрет, също зад стъкло. Под изображението на момичето, в изтеглящо се чекмедже, има перо и етажен план на двореца във Флоренция, който някога е бил неин дом. Скулптурата, която е собственост на частен колекционер, е изложена по време на скорошна ретроспекция на произведенията на Корнъл, произхождащи от Музея на американското изкуство „Смитсониън“ във Вашингтон.